# Tăplău
Tăplău – wieś w Rumunii, w okręgu Gałacz, w gminie Ghidigeni. W 2011 roku liczyła 379 mieszkańców.